# Dov Ber de Mezeritch
Dov Ber Ben Avraham (en hebreo: דב בער ממזריטש), nació en 1704, y falleció el 15 de diciembre de 1772, también conocido con el nombre de Maguid de Mezeritch, fue un discípulo del rabino Israel ben Eliezer, el fundador del judaísmo jasídico, y fue elegido como su sucesor para liderar el movimiento jasídico en sus inicios:

...El Baal Shem Tov comenzó a analizar el mismo pasaje cabalístico. El pasaje incluía los nombres de varios ángeles celestiales, y mientras hablaba, la habitación se llenó de una luz brillante. Reb Dov Ber pudo ver a los ángeles celestiales como fueron nombrados. Cuando terminó el Baal Shem Tov, miró a Reb Dov Ber a los ojos y dijo: "Tus explicaciones son correctas, pero no aprendiste nada". Reb Dov Ber estaba abrumado. Decidió en ese momento permanecer en Mezibush y estudiar Torá con su nuevo Rebe, el Baal Shem Tov. Poco después, se unió a Chevrayah Kadisha, el círculo interno de seguidores del Baal Shem Tov. De hecho, Reb Dov Ber era un estudiante tan importante y talentoso que más tarde se convirtió en el sucesor del Baal Shem Tov como líder del incipiente movimiento jasídico... "Me puse de pie mientras el Rebe explicaba un pasaje del libro Etz Jaim. Los ojos del Rebe brillaban. Los mismos ángeles mencionados en el pasaje eran visibles. Me preguntaba si el hombre era realmente humano. ¿Cómo podría un hombre nacido de mujer alcanzar tal poder sagrado? ¿Acaso había caído del cielo? La visión que me mostró fue suficiente para eliminar todas mis dudas. Los humanos pueden tener dudas sobre otros seres humanos, pero ¿cómo se puede cuestionar a una criatura divina?"

Dov Ber es considerado como uno de los fundadores de la filosofía mística judía, y como un fiel seguidor de las enseñanzas del Baal Shem Tov. El Maguid fue un arquitecto del movimiento jasídico, Dov Ber estableció su base de operaciones en la villa de Mezhirichi, en Volinia. 
El centro del jasidismo había estado hasta entonces en la villa de Medzhybizh en Podolia, donde el Baal Shem Tov había centrado su atención para conseguir reunir a un gran número de seguidores para hacer crecer su movimiento. Después de la muerte del Dov Ber, sus seguidores evitaron seguir con el liderazgo unificado de las dos generaciones anteriores, la tercera generación de líderes jasídicos se diseminó a través de varias regiones de Europa del Este, bajo la inspiración de los rebes, los fundadores de las diferentes dinastías jasídicas, el movimiento se expandió rápidamente por Ucrania, Polonia, Galitzia, y Rusia. 
Su cuerpo está enterrado en Hannópil (en ucraniano: Ганнопіль) una localidad ubicada en el raión de Slavuta, en el óblast de Jmelnitski, en Ucrania.